# 朝鲜—越南关系
朝越关系（越南语：／*/?，朝鲜语：／）是指朝鲜民主主义人民共和国与越南两地域上从古至今的政权与人民间的关系。
朝鲜半岛与越南的关系可以追溯到公元12世纪初，当时一部分的越南皇族因国内的宫廷纷争而迁入高丽。1950年，朝鲜与越南民主共和国（北越）建交，随后朝鲜与越南的关系经历过起伏，目前处于快速发展阶段。

## 古代关系
883年左右，新罗国的金城人崔致远写下了《补安南录异图记》，它共877字，其内容涉及安南都护府管辖地域的构成、地理位置、当地人及其习俗、生活职业，亦叙述了南诏对唐朝的武力抵抗。它是朝鲜半岛人民记述越南的现存最古老的史料，在考察朝鲜与越南两国的历史关系、文化交流的方面具有重要意义。
越南同朝鲜半岛间最早的交流可以追溯到约公元12世纪初。当时越南李朝的一位皇子曾来到高丽，并在此生活下来，现在的旌善李氏则是其后裔。
数十年后，另一位越南李朝英宗的第七个皇子李龙祥（越南语：／）在得知李朝将被陈氏篡权之后，带领家人和数千家臣和侍从乘船来到朝鲜半岛。李龙祥和他的随从们于1226年到达高丽。他的到来亦给高丽带来了越南的兵法，这在高丽对抗蒙元的战争（蒙古高丽战争）中发挥了一些作用。
另外，朝鲜与越南的使臣还在中国见过面，两国来华使节团在中国的首次会面，可以追溯到公元15世纪。双方的主要官员分别是朝鲜（李朝）使臣曹伸（：／?）和越南（黎朝）使臣黎时举（越南语：／?），他们在燕京会面，并对诗，这些诗文收录在鱼叔权的《稗官杂记》 中。二人共作诗数十編。
1597年，为了庆贺中国皇帝明神宗的寿辰，朝鮮使臣李睟光（：／?）与越南使臣冯克宽（越南语：／?）出使燕京，双方曾对诗并就越南的气候、传统、历史、科举考试制度等话题进行过笔谈。李睟光将这些讨论记录在了自己的文集《芝峰先生集》中，并将冯克宽为《万寿庆贺诗集》作序的事情记录下来。另外，这段交流的历史也在越南史料《皇越诗选》、《大越史记全书》等中有记录。

## 现代关系
1945年，越南劳动党控制下的越南民主共和国成立，1948年，朝鲜劳动党控制下的朝鲜民主主义人民共和国成立。1950年1月，越南民主共和国向世界各国政府发表声明，宣布对抗法国。此一声明发出后，北越便接连得到多数社会主义国家，包括中华人民共和国、苏联、朝鲜民主主义人民共和国承认并与之建立外交关系。
1953年7月27日，朝鲜战争中的南北双方签订《朝鲜停战协定》。越南民主共和国政府认为这是朝鲜的大胜利。越南劳动党主席胡志明为此向朝鲜劳动党委员长金日成致贺以表支持。
1957年，越南民主共和国领导人胡志明访问了朝鲜民主主义人民共和国。20世纪60、70年代的越南战争期间，朝鲜民主主义人民共和国派遣空军及运输部队支持越南民主共和国及其控制下的越南南方民族解放阵线。朝鲜民主主义人民共和国领导人金日成曾两次到访越南民主共和国。在学术交流方面，北越不少青年亦曾赴朝鲜民主主义人民共和国的平壤学习，回国后在政府中任职。
20世纪60年代初中苏交恶开始，朝鲜选择站在苏联一边，而越南在1969年胡志明逝世前偏向中国一方，双方由此出现分歧（如1968年华约入侵捷克斯洛伐克事件中朝鲜支持苏联的行动，而越南与中国一样不支持任何一方）。但由于越南劳动党中央并未公开与苏联发生冲突，从而在战争期间未影响到朝鲜对其提供军事援助；而在20世纪70年代中期越南統一以後，双方关系随著朝鲜在1979年中越战争中支持中国而恶化，朝鲜于1990年代在外交上向越南表示亲近（虽然越南跟中国一样在1990年代建立起社会主义市场经济，但与中国在南中国海诸多岛屿有主权争议。）其后两国虽然保持外交关系，但相当冷淡。据越南政府的消息显示，1996年以后两国经贸关系几乎为零，直到21世纪初两国领导才恢复互访， 2007年10月，越共中央总书记农德孟受朝鲜劳动党总书记金正日邀请访朝， 金正日亲自接送农德孟，规格十分高。对于两国关系的回暖，意识形态的作用难以忽视，但各自在经贸和国际地位上各取所需，也可视为重要原因之一。
在南海问题中，朝鲜方面虽未对事件各方中的某一方表达明确支持，但实际立场更为偏向越南。2012年7月，中国外交部长杨洁篪声明不能用联合国海洋法公约来解决南海问题，因为《公约》并没有赋予自身变更国家领土主权的职能，也不可能成为裁判国家间领土主权争议的依据。然而朝鲜最高人民会议常任委员会委员长金永南却对此指出，关于东海（即越南对中国南海的称呼）问题，朝鲜一向支持在联合国海洋法公约的基础上和平解决东海争议问题。
分析認為越南是2019年朝美首腦會談的主辦地點。彭博新聞社認為作為社會主義國家的越南與朝鮮和美國均保持友好關係，加上越南與朝鮮距離較近，平壤的飛機有能力來到當地，不需要像第一次會談般需要向中國租借專機，故相信首腦會談將在越南首都河內進行。美國《CNN》引述消息指除越南外，印尼、夏威夷、蒙古以及板門店也在考慮範圍內，而上次會談的舉辦地點新加坡以及中立國瑞士已被排除。美國時間1月19日，美國總統特朗普在白宮接受訪問時指兩國已「選擇了一個國家，但會在稍後才公佈」。1月31日，美國國務卿邁克·蓬佩奧指會談已鎖定在某亞洲國家。翌日，特朗普表示將於下星期公佈會談的具體時間和地點，並相信大部分人已猜到舉辦地點，故不認為是甚麼秘密。最終，特朗普於国情咨文時宣佈會談將於2月27日至28日在越南進行，但未提及在哪個城市舉行。兩日後，他表示會談的舉辦地點為首都河內。這也是金正恩就任最高領導人以來，首次訪問越南。期間，朝鮮勞動黨委員長金正恩應越共中央總書記阮富仲邀請對越南進行友好訪問。

## 经贸关系
朝鲜“平和自动车”汽车制造厂在越南设有工厂，以“Pronto”作为品牌向越南提供乘用车。

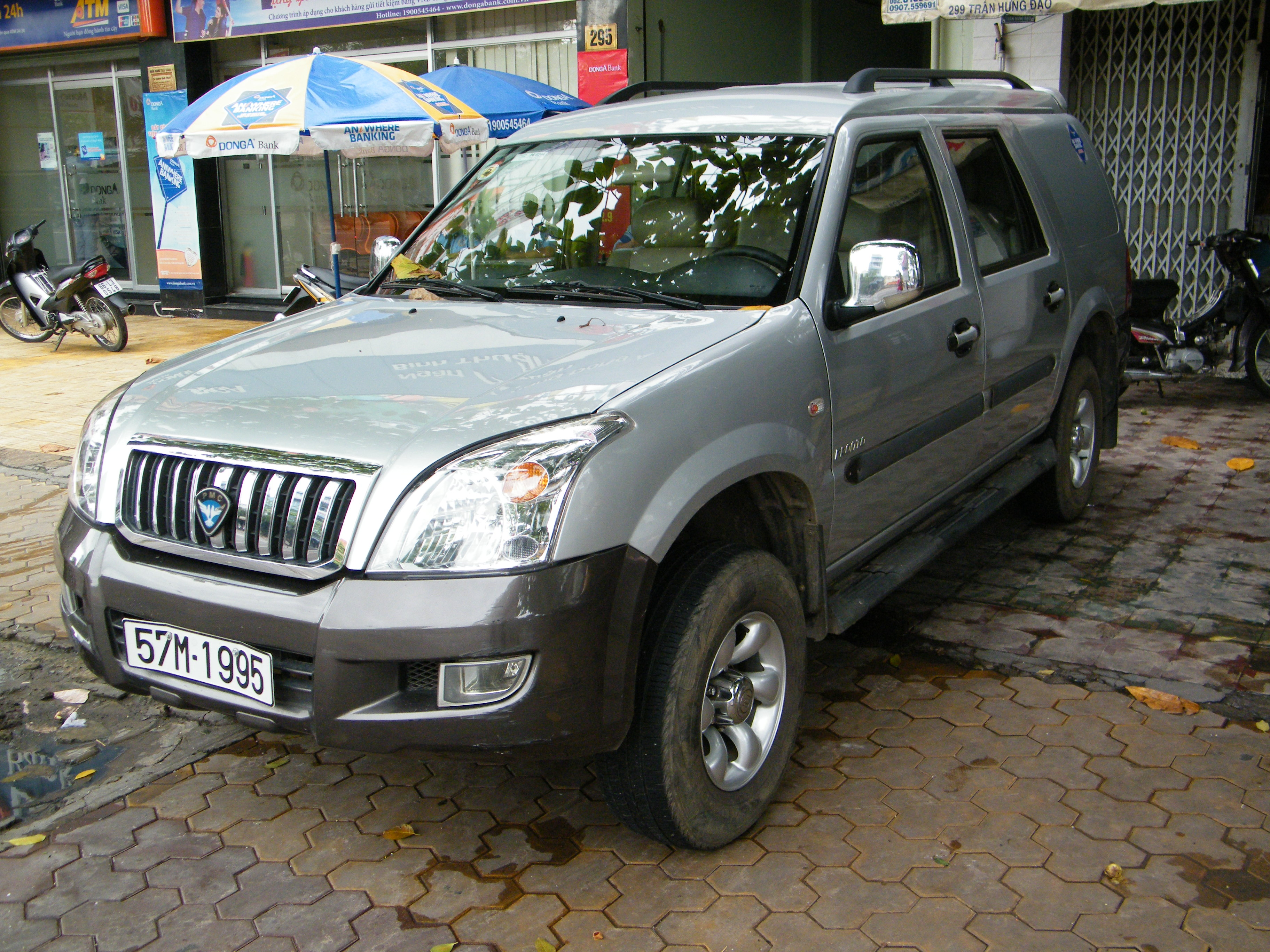
越南街头的平和Pronto SUV

## 軍事關係
朝鲜是越南的主要武器供应国之一，从轻武器到战略武器皆为越南提供。自1948年朝鲜民主主义人民共和国成立后，两国的军事合作由来已久。越战期间，朝鲜向北越提供大量军事援助，并派遣大批军事顾问和专家，其中最为知名的有负责培训越南空军的战斗机飞行员和负责培训越南特攻队的地道战专家，如1971年4月，在北越空军的浮吉空军基地内，每个单位都设有由5名朝鲜军官组成的军事顾问组。1972年至1975年，朝鲜顾问和专家还负责指挥越军推翻柬埔寨朗诺政权解放金边的战役。在河内东北60公里处设有援越朝鲜军人墓地。如今越南人民军大量装备朝鲜制造的各式武器装备，如58式自动步枪、68式自动步枪、南联级潜艇和飞毛腿导弹等。
1982年5月，朝鲜向越南供应了12枚飞毛腿B型导弹，帮助越南人民军组建第380地对地战术导弹旅，并在两年后的1984年6月形成战斗力，在朝鲜军事顾问的指导下进行了首次实弹打靶，3枚导弹全部命中目标。
1994年6月，越南国防部长段奎大将率领高级军事代表团对平壤进行正式访问。同年11月，朝鲜人民武力部长崔光元帅率领军事代表团回访河内。双方在会谈中商讨了朝鲜向越南出售新型先进武器的问题。
1996年12月，越南人民军总参谋长范文茶中将访问平壤，与朝方签署价值1亿美元的军售协议。紧缺外汇的越南通过大米等物资支付了这笔交易。
1997年，朝鲜向越南供应了两艘南联级潜艇。
1998-1999年，朝鲜向越南供应了约50枚飞毛腿C型导弹。此后朝鲜陆续向越南出售300多枚先进导弹，越南方面声称足以威胁中国城市。
2009年2月，朝鲜向越南供应了数量不明的飞毛腿D型导弹，同时与越南签订了为越南军方升级和改进其所拥有的飞毛腿导弹全部型号的合作协议，并制定了升级方案。该合作项目持续至今。